# 르네상스 미술
르네상스 미술은 15세기부터 17세기까지 이탈리아에서 철학, 문학, 음악, 과학, 기술의 발전과 궤를 같이하여 두드러진 양식으로서 발생한 회화, 조각, 공예이다.

## 이탈리아

### 회화
알베르티, 브루넬레스키가 건축에서, 그리고 기베르티, 도나텔로가 조각에서 이룬 새로운 방향으로의 전환이 회화에 있어서는 마사초에 의해 이루어졌다. 바사리의 열전(列傳)에 기술된 것처럼, 그가 프레스코화를 그린 피렌체에 있는 카르멜회 산타 마리아 델 카르미네 교회는 많은 르네상스 화가들의 수업의 도장이 되었다. 한편 북이탈리아의 파도바와 베로나는 계속하여 베네치아에게 정복당하여 신문화와 연결이 되지만 처음에는 오히려 위의 두 도시가 능동적이었다. 총독 저택을 장식한 젠틸레 다 파브리아노의 뒤를 이어서 피사넬로는 국제 고딕 양식을 베네치아에 가지고 가서, 우아한 성모자(聖母子), 공상적인 의상, 우화동물 등 장식 문양적인 표현이 북이탈리아에 퍼졌다. 그러나 마솔리노와 같은 화가가 베네치아에 체재하여 신경향의 양식도 전했던 것이다. 필리포 리피, 우첼로, 카스타뇨 등 피렌체의 화가들은 북이탈리아에서 한때 활동을 하였으며 특히 조토가 스크로베니 경당에 프레스코화를 그렸고(1306), 도나텔로가 그곳에 10년간(1443∼53) 체재하여 산토의 주제단(主祭壇)과 ⟪가타멜라타 장군 기마상⟫을 제작한 일은 마사초에 이어서 초기 르네상스의 중요한 화가인 만테냐에게 적잖은 자극이 되었다

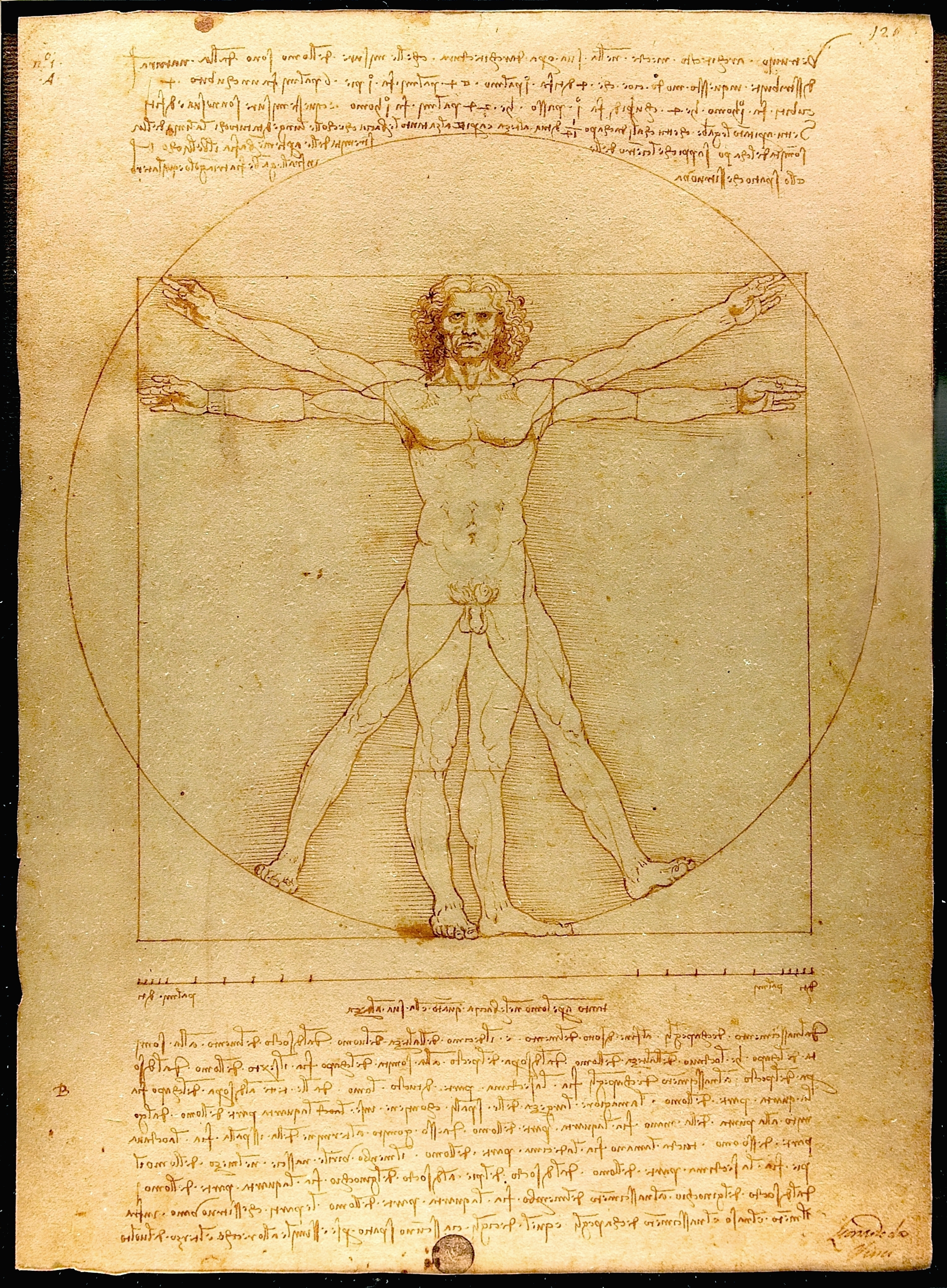
레오나르도 다빈치, 《비트루비우스적 인간》

피렌체파는 14세기로부터 16세기에 걸쳐 이탈리아의 피렌체를 중심으로 하여 르네상스 미술의 주류를 이루었다. 특히 회화에서는 주지적 합리주의(主知的合理主義)·조형적 형태주의(造形的形態主義)가 그 특징이다. 주제에 관련이 있는 것만을 단순화하고, 또 이를 극적으로 묘사함으로써 ‘공간구성은 화면 안의 통일이다’라는 고딕과는 다른 형식의 회화를 만들어냈다. 이 전통은 장식적인 시에나파와 대립하여 14세기 이탈리아 회화의 2대 조류를 이루었다. 한때 시에나파의 영향을 받아 장식적인 것이 되었으나, 마사초, 브루넬레스키 등의 투시도적 수법과 도나텔로의 조형적 성과를 도입한 다음부터는 회화적 현실의 표현에 신천지를 개척하였다. 피렌체파의 사실적 성과는 메디치가의 번영에 힘입어 르네상스 회화 발전의 주류가 되었다. 이 자연주의는 1400년대 예술의 주류가 되었으며, 자연과학의 발흥과 더불어 인체묘사·운동묘사·풍경묘사 등에서 새로운 국면이 열리게 되었다. 1500년대에는 이상주의적 경향이 강해지는데, 보티첼리는 만년에 이르러 이러한 경향을 보여주었으며, 레오나르도 다빈치도 사실주의를 완성하면서부터 주관적 정신내용을 그 속에 표현하였다. 미켈란젤로는 강인한 인체 표현 속에 인간의 정신적 고뇌를 표현하였는데, 그 초월적 방향으로써 피렌체파의 최종적 단계를 장식하였고, 바로크 양식의 선구자가 되었다.

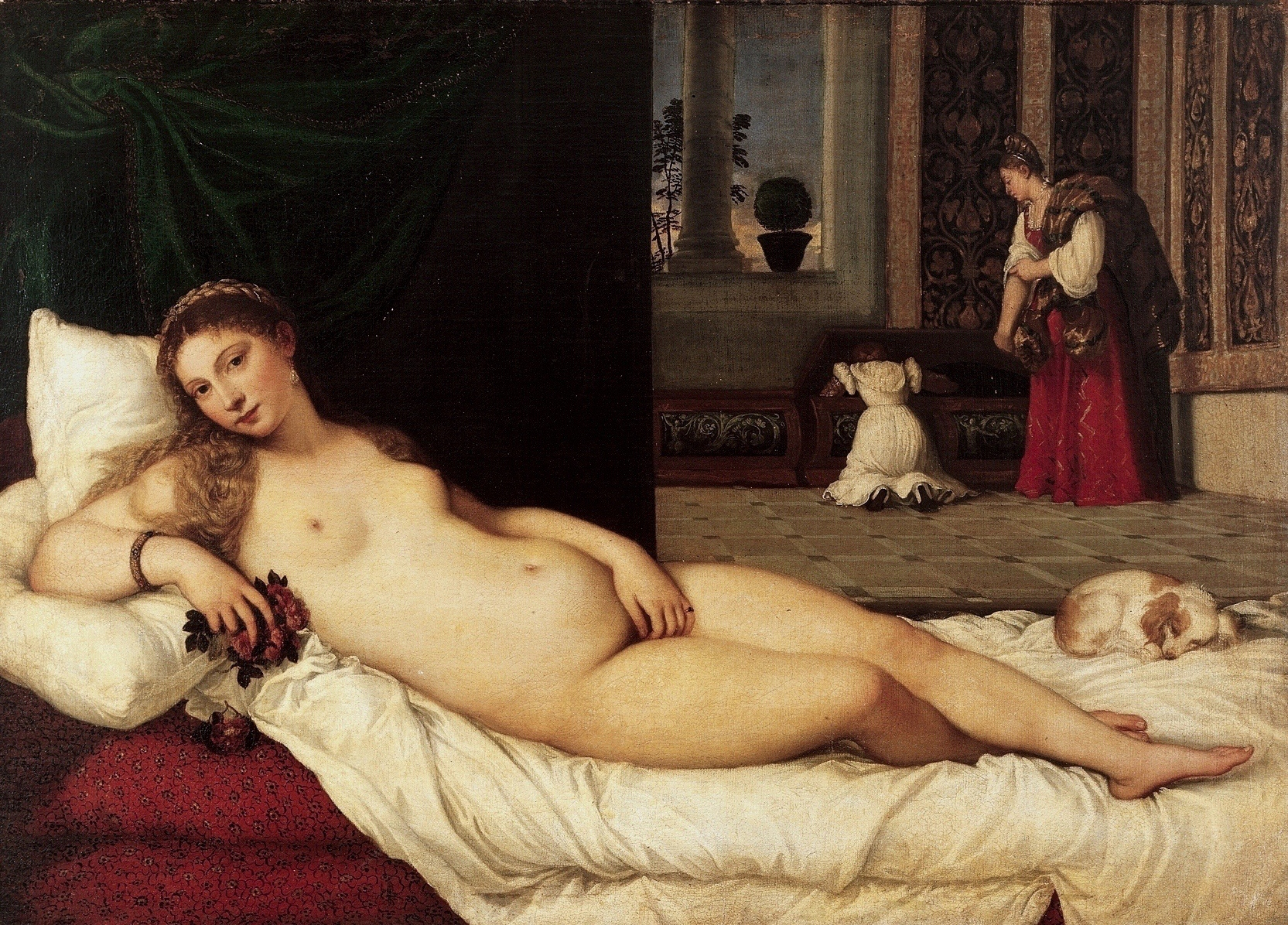
티치아노, 《우르비노의 비너스》, 1538

조르조네는 조반니 벨리니 이래 색채를 구사하여 특이한 화풍을 세운 베네치아파를 한층 더 발전시켰다. 요절한 그에 관하여는 알려진 게 거의 없다. 수수께끼에 싸인 《태풍》(1505？)은 폐허가 된 어느 조용한 촌락을 배경으로 하여, 바른쪽 잔디 위에서 젖을 물린 나체의 부인이 앉아 있고 왼쪽 끝에 젊은 병사가 서 있다. 때마침 구름은 낮게 깔려 있으며 번개마저 번쩍인다. 이것은 플리니우스가 말한 것처럼 페아레스(그리스의 화가)는 어느 누구든 그릴 수 없는 것 즉 태풍을 그렸다고 하는, 고대의 기록에 대한 도전이라 여겨진다. 그의 《잠자는 비너스》는 밝은 광채 아래 풍만한 미를 드러내어 놓고, 그리스의 조각가도 미치지 못하는 관능미를 현실화하고 있다. 베네치아파 최고의 화가라고 칭송받는 티치아노는 처음엔 젠틸레, 이어서 조반니 벨리니의 제자가 되어 동문인 조르조네의 영향을 크게 받았다. 세바스티아노가 로마로 떠나고 스승인 조반니가 죽은 뒤에 그는 베네치아 화단을 지배하게 되었다. 《우르비노의 비너스》(1538？)는 조르조네의 평온한 정원의 정서를 베네치아 시민의 실내로 바꾸어, 한층 더 화려한 색채의 음악적 표현을 더하고 있다. 프레스코화에 맞지 않는 항구인 베네치아에서는 비잔티움의 광채육리(光彩陸離)한 모자이크가 애호되었는데, 이 시대에는 북방에서 전래한 유채화법이 베네치아에서 채용되어 회화사상 일대 전기를 가져오게 하였다
1520년 라파엘로가 전년에 죽은 레오나르도의 뒤를 따라 타계함으로써 드디어 전성기 르네상스라고 하는 짧은 황금시대는 종막을 고한다. 피렌체의 여광(餘光)은 프라 바르톨로메오와 안드레아 델 사르토가 계승했다. 전자의 대표작 《피에타》(1510？)는 정적의 땅거미 속에 연출되는 애수(哀愁)의 무언극이며 경건한 도메니코회 수도화가의 기원이 스며 있다. 후자는 《하르파에스의 성모》(1517)와 《세례자 요한》(1515？) 등의 전아(典雅)하고 우미한 종교화를 제작하여 색채화가로서 알려졌다.

### 조각

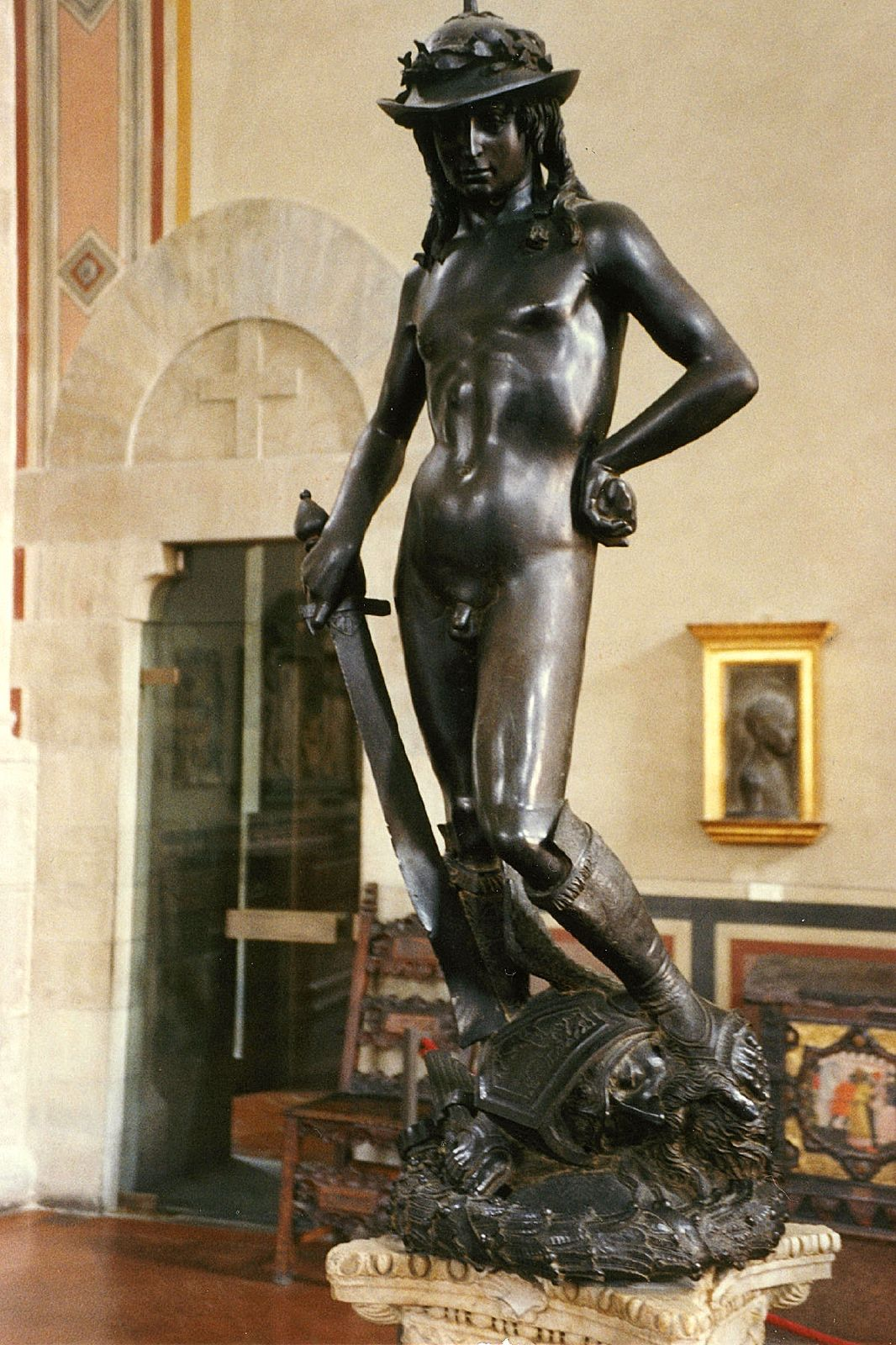
도나텔로, 《다비드》

15세기 초엽, 그 때까지 그 본질에 있어서 중세적 양식을 답습하고 있던 이탈리아 조각은 종래에 볼 수 없었던 두 개념, 즉 고전 형식의 재현과 적극적인 사실(寫實) 표현으로 변하기 시작하였다. 고전 예술에 대한 관심은 르네상스의 휴머니즘이 인간을 만물의 척도로서 중시하는 고대 사상과 그 유연성을 가지고 있다는 사실로부터 유래한다. 그 반면에 휴머니즘은 과학적이고 합리적인 정신을 불러일으켜, 북방에 있어서 중세 예술의 말기를 장식하는 자연주의로 나아갔다. 같은 자연주의라 할지라도 15세기에 있어서 자연에의 접근은 중세와 달라서 직관적이기보다는 과학적이었고, 종합적이기보다 분석적이며, 신의 질서를 상징하는 것보다 자연 바로 그것을 위하고, 세계의 기존 사실을 연구하는 것이었다. 나체상이 또다시 주제로 채용된 것은 그 표현이다.

### 공예
15세기 및 16세기의 공예에 있어서 장식과 실용의 구별은 그 제품이 예술품으로서 감상 평가되느냐의 여부에서 결정된다. 장식의 분류에는 태피스트리·금은세공의 대부분이 있고, 실용의 범주에는 철제품·유리그릇류 및 가구가 있다. 요약하면 장식품은 다른 예술 특히 회화나 조각을 모방하는 경향이 있는 데 대하여, 실용품에는 소재의 성질과 목적을 살리기 위하여 의장(意匠)을 억제하는 경향이 있었다.

### 건축

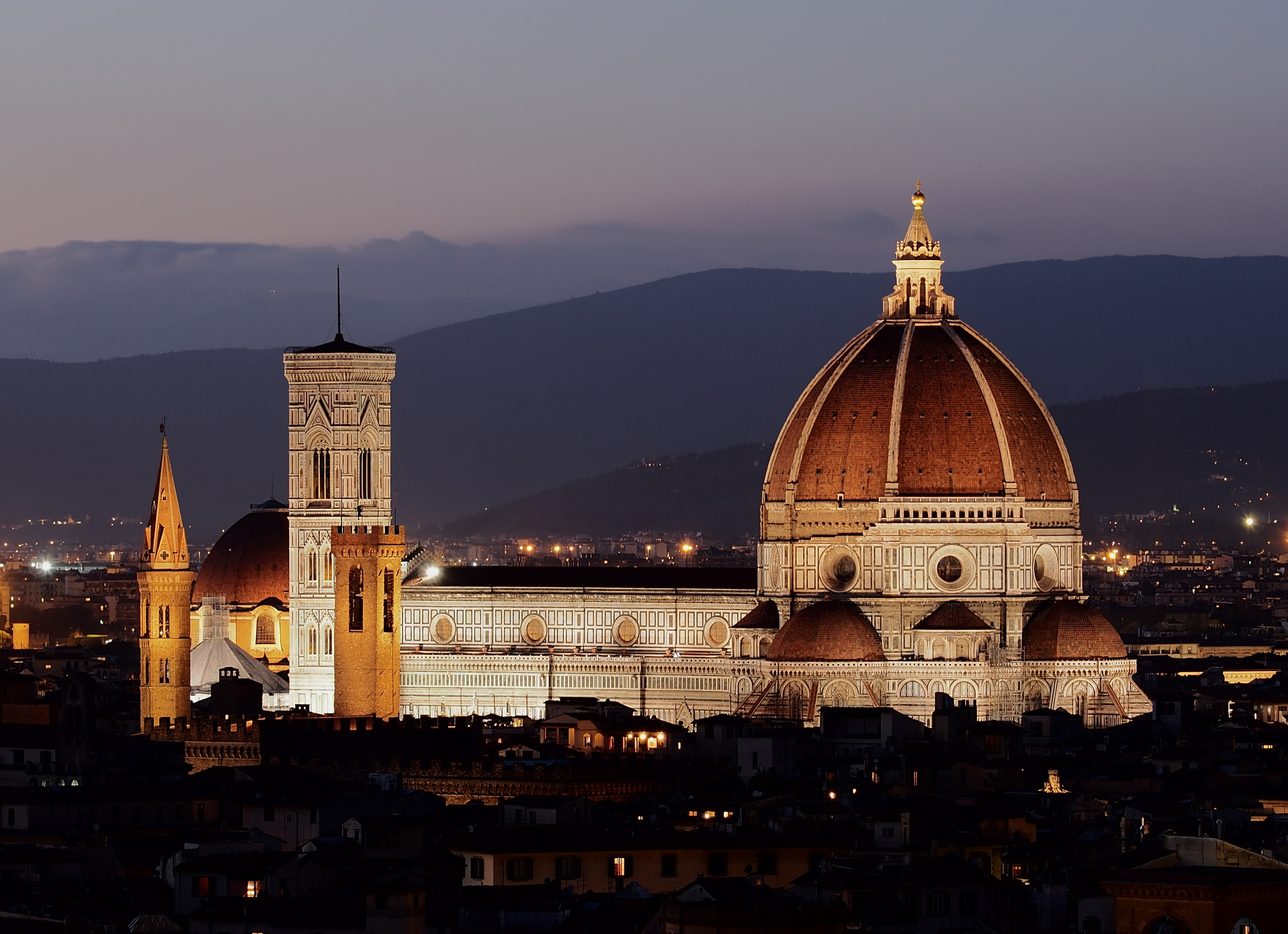
피렌체 대성당

1401년에 피렌체의 모직물업 조합은 피렌체 대성당의 세례당에 있는 제2의 청동문 제작자를 결정하는 경연대회를 벌였는데 기베르티와 브루넬레스키의 두 작품이 남아 드디어 상은 기베르티에게로 돌아갔다. 무념(無念)의 브루넬레스코는 1403년경 도나텔로와 함께 로마에 가서 고대 건축과 조각의 연구에 전념하였다고 한다. 1417년 그의 연구 성과는 대성당의 돔형 지붕 설계의 경쟁에 있어서 승자로 결실되었다. 대성당의 설계는 아르놀포 디 캄비오(1245？∼1302)에 의한 것인데, 1336년부터 조토의 손에 맡겨져서 그 서쪽 끝의 유명한 종루가 세워졌으나 둥근지붕은 미완성이었다. 공사는 최정탑(最頂塔)을 제하고는 1436년에 일단 완성되었다. 이것은 로마의 판테온과 이스탄불의 아야 소피아 대성당에 유사한 대천개(大天蓋)를 가지고 있으나 뒤의 둘은 건조물의 안정을 위해 필요한 부벽(扶壁)들에 의해 외관(外觀)의 미(美)가 파손되어 있는 데 반하여, 브루넬레스키의 방법에서는 건축적 기능이 내면에 숨겨지고 중량을 지탱할 부벽은 시각적 효과를 해치지 않는 석괴(石塊) 중에 묻혀 있어서, 형체미가 기능에서보다 우선하는 르네상스적 특색이 나타나고 있다. 대천개 기초부의 갤러리는 바초 다뇨로가 1507년에 착공하였으나 평판이 좋지 못하여 완성하지 못하였고, 또 1490년 로렌초 메디치에 의하여 파사드(건물의 정면)의 경작 기획에는 40명 이상의 무명 예술가가 응모하였으나 이것도 실현되지 못하였다. 이탈리아 르네상스의 건축사는 대성당에서 시작하였다고 해도 과언이 아니다. 전기(前期), 이른바 콰트로첸토는 1400년대의 예술을 말하는 것이다.
베네치아에 있어서 르네상스 건축의 완만한 실현은 카 벤드라민 칼레르지(1481∼1509)의 건축에서 찾아볼 수 있다. 이것은 피에트로 롬바르도(1435∼1515)가 설계하였는데, 당시 피렌체에는 브루넬레스키와 알베르티에 의하여 고전적 양식이 유행하고 있었으나, 여기서는 트레이서리(곡선 무늬의 장식)가 세로로 구획된 창문 따위에 중세적 전통이 남아 있다. 파사드의 벽기둥 형태는 각층마다 다르고 특히 외측 격간(格間)을 테두리한 벽기둥은 두 개를 나란히 세우기 위하여 파사드 중앙에 3련의 창문이 된 것은 그후 베네치아 건축의 특징이 되었고 이것이 18세기까지 계속되었다. 피렌체와 비교하여 창문은 상당히 넓고 크다. 1509년 루카 파치올리는 《신성비례론(神聖比例論)》에서 '오늘날 이탈리아에서 건축을 하려는 자는 모두가 건축가를 피렌체에서 데리고 온다'고 말하고 있다. 고대 건축의 구성 요소나 당시의 건축 평면도를 수록한 《발베리니 사본》이라고 불리는 스케치북은 줄리아노 다 상갈로가 만든 것이다.

## 프랑스

### 회화
15세기에 있어서 프랑스는 샤를 6세의 패배와 잇달은 내전과 영국군의 침공 등으로 왕가는 여태까지 예술의 중심지였던 파리를 버리지 않을 수 없었다. 파리의 전통적 영역인 미니어처의 제작은 계속되고 있기는 하였으나 파리는 이미 한 지방도시에 불과하였다. 그러한 파리를 대신하여 몇몇의 지방과 도시가 그 시기의 회화의 중심지로 되었다. 주요한 곳으로 법황청이 있던 아비뇽과 르네 당주(재위 1434∼1480)가 지배한 프로방스 지방 그리고 베리 공작에 의하여 육성되고 프랑스 왕실의 소재지가 된 루와르 계곡 지방이 있다.

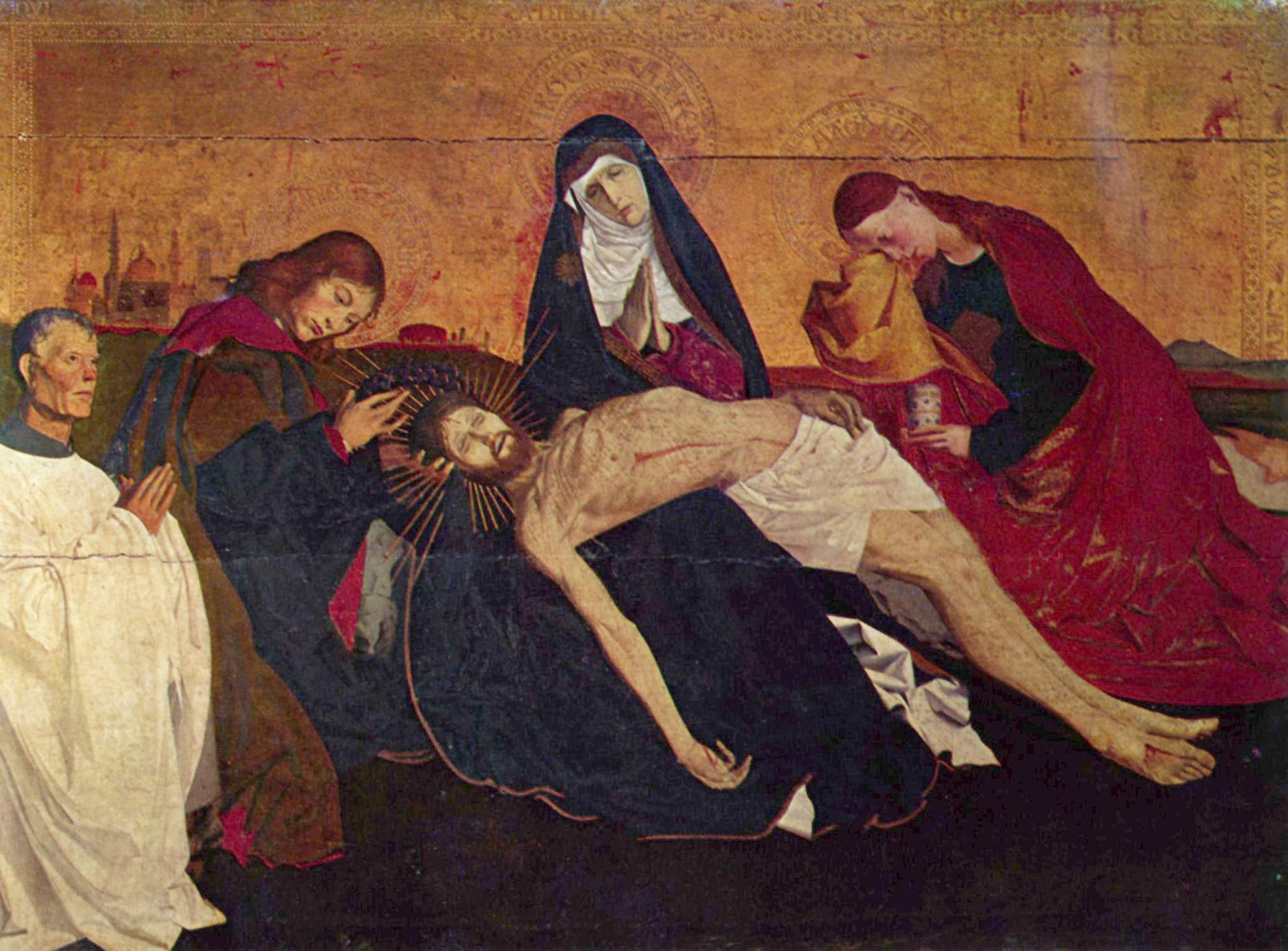
《아비뇽의 피에타》

프랑스의 남부인 프로방스 지방은 이탈리아와 카타로니아의 영향을 받았으나 플랑드르 미술도 그 모범이 되었다. 이러한 여러 경향을 내포하면서 프로방스의 독특한 작풍(作風)을 만들어 냈다. 앙겔랑 사롱통의 《성모(聖母) 대관(戴冠)》과, 작가는 확실치 않으나 루브르 미술관 소장의 지보적 작품 중 하나인 《아비뇽의 피에타》, 니콜라 프로맹의 《불타는 나무》 등이 그 대표작이다..
브뤼주를 중심으로 하는 루아르 계곡은 프로방스 지방 이상으로 플랑드르의 영향을 강하게 받았다. 14세기 후반에 있어서 프랑스에는 디종과 물랭, 그리고 브뤼주에서 많은 플랑드르의 화가가 활약하고 있었다. 앙드레 보느뵈(Beauneveu), 자크마르 드 에당(Jacquemart de Hesdin) 등의 작가들이다. 《베리공의 매우 호화로운 기도서》를 제작한 폴, 앵느캥, 에르맹 등 세 랭부르 형제(Limbourg)는 플랑드르에서 베리공의 초대를 받고 와서 이들 프랑코－프라망 화가들의 정점에 위치하는 활약을 보여주었던 것이다.

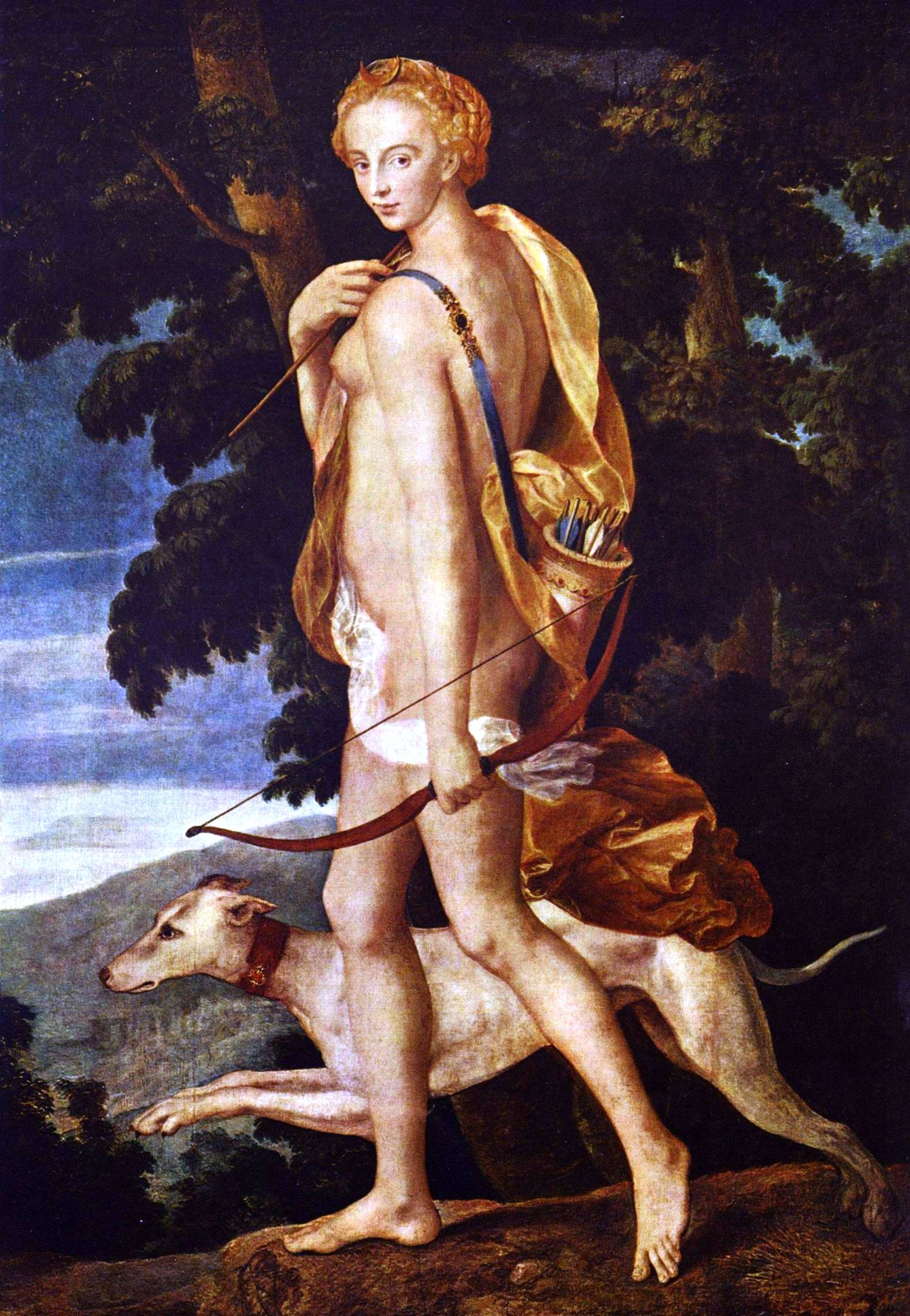
퐁텐블로파, 《다이아나》, 1550–60

샤를 8세와 루이 12세 및 프랑수아 1세의 이탈리아 정복은 프랑스에 이탈리아의 취미를 유입시켰다. 특히 프랑수아 1세는 레오나르도 다 빈치와 앙드레아 델 사록토 등의 미술가와 그리고 많은 작품을 받아들였다. 퐁텐블로 성관(城館)의 건립과 그 장식을 담당한 이탈리아 미술가와 또한 그들에게서 배운 프랑스의 미술가는, 이탈리아의 모방에서 출발하여 점차 독자적인 고아한 스타일을 만들어 나가서 '퐁텐블로파'를 형성하였다. 한편으로, 플랑드르계의 초상화가도 정밀하고 세련된 작품을 제작하여 왕후와 귀족에게 환영을 받고 있었다. 안트워프 출신인 장 클루에(Jean Clouet, 1485？∼1541) 와 그 아들인 프랑수아 클루에(Francoir Clouet, 1516？∼1572), 그리고 덴 하그 출신인 코르네유 드 리옹이 그 유파를 대표하는 화가들이다. 클루에 부자 가운데 부친 장은 프랑수아 1세의 궁정화가가 되어 투르에서 활약하였는데, 그보다 더한 명성을 얻었으며 걸작을 남긴 것은 아들인 프랑수아이며 부친의 뒤를 이어 궁정화가가 되었다. 그가 그린 초상화는 세밀하고 명쾌한 데생과, 억제되고는 있지만 정묘한 색채와 깊은 관찰 및 고귀한 형태감은 그후 프랑스 회화의 조류에 커다란 역할을 수행하였다.

### 조각
파리가 전쟁으로 황폐하게 되자 지방에 있는 아틀리에가 발전하기 시작하였다. 플랑드르 출신인 클라우스 슬뤼터르(Claus Sluter)는 디종에서 산몰 수도원 교회당에 《성모자》 《부르고뉴공(公) 필립 대담공과 왕비 등》, 내정(內庭)에 있는 《모세의 샘》 등의 작품을 남겼다. 사실적인 기법 위에 옷 주름의 표현과 극적인 표정, 그리고 개성의 예리한 관찰로써 만든 모뉴멘털하고 표현적으로 독특한 양식을 제시하여 그 비창미(悲愴美)의 조각이 부르고뉴 지방의 묘비 조각을 중심으로 발전하여 그 영향은 한때 유럽으로 퍼졌다.
슬뤼터르의 예술은 고딕 말기의 바로크라고도 할 수 있는 성격을 가지고 있는데, 고딕 양식의 존속은 1530년경까지 토로와의 유파에서도 볼 수 있다. 그러나 프랑스에서는 이미 1430년경부터 슬뤼터르의 영향에서 벗어나서 특히 투르지방에서는 우미하고 온화한 정감을 표현하는 조각이 출현하고 있었다. 이것은 투르에 정주한 이탈리아인 조각가인 쥐스토 일가(一家)의 활약 등 이탈리아의 영향으로 초래된 경향이다. 1527년 이후에 프랑수아 1세의 초청으로 이탈리아의 미술가가 퐁텐블로에서 활약하였는데 로소와 프레마티스는 우아한 이상미의 새로운 카논을 프랑스에 전하였다. 16세기에 파리가 또다시 예술의 중심지가 되자, 일 드 프랑스를 포함하여 파리 지방은 르네상스 양식이 전개되는 무대가 되어, 장 구종(Jean Goujon, 1515?∼1568？)과 제르맹 필롱(Germain Pilon, 1535？∼1590)이 궁정 조각가로 활약하였다.

### 건축
피렌체에서 시작된 르네상스 양식의 건축이 알프스를 넘어 유럽 각지로 전파된 것은 16세기에 이르러서였다. 프랑스에 있어서 15세기에는 아직도 고딕 말기의 플랑프와이앵 양식이 지속되고 있었으며, 14세기에는 장식주의 연장의 영역을 벗어나지 못하고 있었다. 종교 건축에 있어서는 특히 이 경향이 16세기가 되어도 계속되는 형편이었다. 파리의 성(聖) 젤만 오크세로아, 성 제르베, 성 에티엔누 듀 몽 등의 파사드나 오델 드 크뤼니 등은 고딕 전통이 아직도 뿌리깊게 지속되고 있다는 것을 증명하고 있다. 프랑스 각지에도 플랑프와이앵 양식이 남아 있었으나 특히 브뤼주의 오델 자크 쿨은 15세기 프랑스 건축의 대표적인 예이다.
프랑수아 1세(재위 1515∼1547)는 이탈리아 전역을 통하여 그곳의 예술과 친숙하게 되어 이탈리아의 미술가를 초청하여 르네상스 양식을 이식하려고 했다. 그리하여 프랑스의 건축가는 이러한 새로운 외래의 디자인과 기술을 습득하여 독자적인 프랑스 건축을 만들어 내게 되지만 그러나 이탈리아 르네상스의 정신을 올바르게 이해하여 직접적으로 고전 건축의 전통과 연결되는 양식을 완성한 것은 앙리 2세(재위 1547∼1559)의 시대가 된 이후부터의 일이었다. 전자의 시대를 초기 르네상스, 후자의 시대를 후기 르네상스라고 불러 구분하고 있다.
종교 건축보다도 세속 건축, 특히 국왕이나 귀족의 주거샤토에 새로운 건축양식이 적극적으로 채용되었다. 루아르강 유역에 산재하는 샹브르성(1519년 起工), 슈농소성(1515년 起工), 아제 르 리도성(1518∼1527), 블르와성의 프랑수아 1세의 집(1515∼1524) 등은 초기 르네상스의 가장 아름다운 성이다. 좌우 대칭의 플랜과 벽기둥이나 수평의 코니스를 규칙적으로 배열한 외관상의 구성 등에 이탈리아적인 새로운 양식을 보여 주면서 상부에는 전통적인 경사 지붕을 얹고, 거기에 지붕과 굴뚝을 화려하게 돌출시키고 있다. 프랑수아 1세가 1528년 이후 파리 지방에 거주하게 되자 파리 주변에도 많은 성 출현하게 되었다. 퐁텐블로성(1528년 기공)과 생제르맹앙레성(1539년 가공) 등이 그 대표작이다.
1530년 대 이후에는 프랑스의 젊은 건축가들이 이탈리아로 가서, 직접 고대 건축이나 르네상스 건축을 배우고 돌아와 고전 양식의 건축을 보급시켰다. 필리베르 드 로름(Philibert de l'Orme, 1515？∼1570), 장 뷜랑(J. Bullant, 1510？∼1578), 피에르 레스코(P. Lescot, 1510？∼1578) 등이 대표적이다. 또한 1540년 혹은 1541년에는 건축론을 저술한 셀리오가 이탈리아에서 초대되었고 나아가서 로마의 건축 이론가 비트루비우스(기원전 1세기)의 연구가 성행하여 이탈리아로부터의 새로운 물결이 프랑스에 정착한다. 후기 르네상스의 대표적 건축은 레스코가 만든 루브르궁 중정(中庭)에 면해 있는 한 건축물과 드뢰의 아네성과 또한 베르누이유성 등이다. 이 시대의 작가는 건축에 있어서 실제적인 작가임과 동시에 뛰어난 건축 이론의 저자로도 알려져 있다.

## 독일

### 회화
독일에 있어서는 이탈리아와 비교하여 고딕 예술의 전통이 뿌리 깊이 박혀, 그것이 신시대의 갖가지 경향과 혼합되어 다른 나라에서는 볼 수 없는 독특한 양상을 보여 준다. 먼저 형식 면에서 말하면 고딕의 제단(祭壇) 조각에서 점차로 발전하여 이윽고 독립적인 존재가 된 제단화 형식을 주목하지 않으면 안 된다. 그 대부분은 여닫이 문에 의한 북방 특유의 다층식인 것인데, 후술하는 그뤼네발트의 《이젠하임 제단화》는 그 대표적인 예의 작품이다. 또 이들 작품을 주문하거나 기증하는 사람이 일찍이 교회에서나 제후가 독점하고 있었던 것이 점차로 상인을 중심으로 하는 유복한 시민계급으로 바뀌어졌다는 것도 당시의 새로운 경향의 하나였다.
또 오늘날의 통념에서 보면 '회화'란 액자에 넣어 이동이 가능한 소위 이젤화를 가리키는 일이 보통인데, 이와 같은 회화 형식(단 당시는 판화가 태반을 점유하였다)이 성립한 것도 겨우 그 무렵부터이며, 그 이전의 회화는 전적으로 스테인드글라스거나 대규모의 벽화, 혹은 사본(寫本)을 장식하는 미니어처(細密畵)였다. 따라서 이들은 거의 예외 없이 그리스도의 사적(事跡)과 사도 전기에서 그 주제를 구했고, 초상화나 풍속화 및 풍경화와 같은 장르는 당시에는 아직도 성립할 여지가 없었던 것이다. 이와 같은 형식면과 내용면에 있어서 중세적인 갖가지 제약에서 해방되어 회화가 근대적 의미에서 자율적인 존재라고 주장하기 시작할 때에 비로소 거기에는 여태까지 없었던 여러 가지 새로운 가능성이 열리게 되고, 특히 초상화와 풍경화의 분야에서 그 시대의 독일 미술이 유럽 미술 전반에 수행한 기여는 매우 컸다고 할 수밖에 없다.
일반적으로 독일 르네상스의 회화라고 할 때에 그 중핵이 되는 것은, 말할 것도 없이 뒤러를 중심으로 하여 그와 거의 같은 후대인 크라나흐와 그뤼네발트, 조금 후의 홀바인 등의 화가가 있지만, 그들 이전에서 신시대로 향하는 길을 준비하였던 약간의 화가도 결코 잊어서는 안 된다. 따뜻하고 순한 인간미와 고귀한 아름다움에 넘친 성모상을 많이 그렸던 슈테판 로호나를 비롯한 쾰른파(派)의 화가들과, 네덜란드 회화의 영향 하에 독일 사람으로서는 처음으로 현실의 자연에 예리한 관찰의 눈을 돌리고 동시에 고딕적인 평면성을 벗어나 3차원적인 공간 표현에도 훌륭한 솜씨를 보인 바젤의 화가 콘라드 비츠, 그리고 조각가로 활약하면서 동시에 화가로서도 중요한 작품을 남기고 고딕적인 생경함이나 형식주의로부터 보다 자유로이 생생한 사실적 양식으로 향하는 길을 연 미하엘 바흐, 또한 화가로서 다른 사람 보다 특히 기술면에서나 표현에서도 매우 훌륭한 동판화를 남겨 뒤러의 선구자적 존재가 된 마르틴 숀가우어 등은 이들 중에서도 특히 중요한 화가이다.

### 건축
독일의 르네상스 건축도 회화와 마찬가지로 독일 본래의 고딕 양식과 새로운 이탈리아 양식의 융합을 보여주고 있다. 그러나 전반적인 경향으로서는 새로운 자유도시의 출현, 즉 시민계급의 대두와 더불어 그때까지의 종교 건축이 점차로 퇴조하게 되는 데 반하여, 성관(城館)이나 시 청사 등 세속적인 건물이 융성하게 되어 갔다.

## 참고 문헌
- 이 문서에는 다음커뮤니케이션(현 카카오)에서 GFDL 또는 CC-SA 라이선스로 배포한 글로벌 세계대백과사전의 내용을 기초로 작성된 글이 포함되어 있습니다.